# Svea artilleriregementes församling
Svea artilleriregementes församling var en icke-territoriell församling i Uppsala stift i nuvarande Stockholms kommun. Församlingen upplöstes 30 april 1927. Församlingen var en militärförsamling för de anställda vid Svea artilleriregemente.

## Kyrkobyggnad
Stockholmsartilleriet hade sin kyrka på Artillerigården från år 1647. Byggnaden skadades dock vid bränder och nyöppnade 1697 efter en renovering. Artillerbyggmästaren Hans Möller var ansvarig för byggnationen. Den 10 oktober 1697 sköts svensk lösen från åtta trepundiga stycken och överhovpredikant Georg Wallin predikade vid invigningsgudstjänsten.  
Kyrkorummet hade en himmel av rött kläde med fransar. Predikstolen, ritad av Nicodemus Tessin d.ä. och tillverkad av Andreas Heysing var skänkt av Karl XI. På väggarna hängde 20 ljusplåtar, flera skänkta av församlingsmedlemmar. 1734 tillkom en ny altartavla ritad av Carl Hårleman och tillverkad av Daniel Burckhardt samt bemålad av Taraval. Till inventarierna hörde också en dopfunt med bildhuggeriarbete och förgylld krans. Kyrksilver och dopskål skänktes av generalfälttygmästare Johan Siöblad 1709.
Kyrkan revs 1807 och såväl byggmaterial som inventarier gick på auktion. Predikstolen köptes av Stigtomta kyrka där den fortfarande är placerad. Artilleriförsamlingen höll därefter sina gudstjänster i Hedvig Eleonora kyrka.

## Administrativ historik
Församlingen bildades 1687 under namnet Artilleriförsamlingen, för att 1794 namnändras till Svea artilleriregementes församling (även före 1894 ibland Första artilleriregementet) och mellan 1894 och 1904 benämnd Första Svea artilleriregementes församling. 1894 utbröts Andra Svea artilleriregementes församling.
Församlingen upplöstes 30 april 1927.